# 2014年冬季奥林匹克运动会

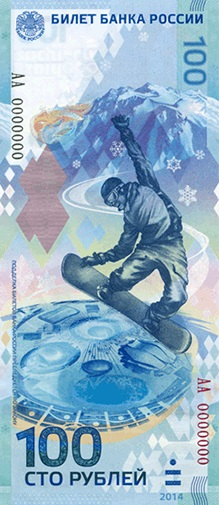
由俄羅斯中央銀行在2013年發行的奧運紀念版100盧布紙鈔

第二十二届冬季奥林匹克运动会（英語：the XXII Olympic Winter Games），一般稱為索契冬奧，于2014年2月7日至2月23日在俄羅斯索契举行，是俄羅斯繼1980年夏季奧運後第二次舉辦奧運會、以及首次舉辦的冬季奥林匹克运动会。
這屆賽事存在不少問題，尤其主辦國俄羅斯被揭露在國家支持下，選手使用禁藥，以及冬奧會期間發動軍事干涉克里米亞的争议，也使該屆冬奧蒙上陰影，俄羅斯自此在國際體壇的聲譽一落千丈。

## 申辦過程
申辦初期，国际奥委会一共收到了来自七个城市的主办申请。2006年6月22日，国际奥委会执行委员会举行会议，确定了三个城市的最终候选资格，它们是俄罗斯索契、奥地利萨尔茨堡和韩国平昌。

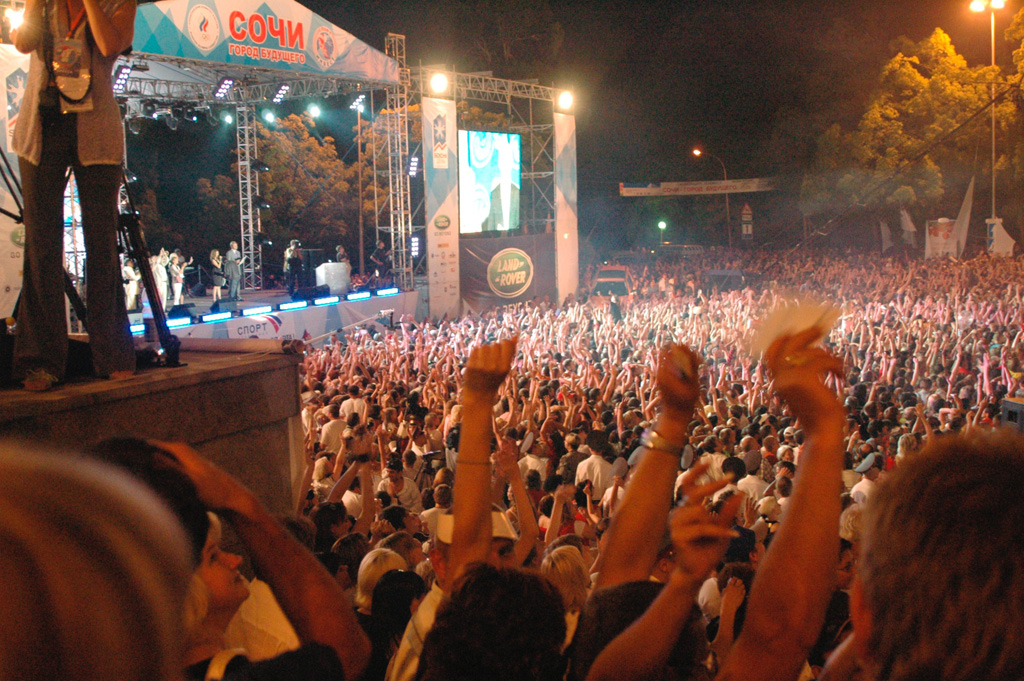
索契庆祝申办冬奥会成功

2007年7月4日，在国际奥委会第119次全体会议上，在瓜地馬拉市當地時間下午3時36分開始進行投票。在首輪的投票中，奥地利萨尔茨堡落選；當地下午3時45分，第二輪的投票結束。當地時間下午5時國際奧委會主席羅格宣布俄罗斯索契成功申辦2014年冬季奥林匹克运动会的主辦權。
| 国际奥林匹克委员会第119次會議 2007年7月4日，在危地馬拉瓜地馬拉市舉行。 |        |            |            |
| 城市                                                                   | 國家   | 第一輪投票 | 第二輪投票 |
| 索契                                                                   | 俄羅斯 | 34         | 51         |
| 平昌                                                                   |        | 36         | 47         |
| 萨尔茨堡                                                               | 奥地利 | 25         | -          |

## 聖火傳遞
圣火传递由2013年10月7日启动，至开幕日2014年2月7日结束，共持续123天，从莫斯科到索契，横跨俄罗斯83个联邦的2900个城镇和村庄，传递方式包括步行、汽车、火车、飞机和乘马车，总里程超过6.5万公里，是冬奥会史上路程最长的火炬传递。圣火采集仪式于2013年9月29日在奥林匹亚举行，希腊高山滑雪运动员安东尼乌担任首棒火炬手，俄罗斯冰球明星亚历山大·奥韦奇金担任负责接棒。
2013年10月20日，在核动力破冰船的帮助下，圣火第一次抵达北极。
2013年11月6日，国际空间站的宇航员乘坐“联盟TMA-09M”载人飞船将圣火带往太空，11日返回地球。
圣火还到达欧洲最高峰厄尔布鲁士山和西伯利亚最深的地方贝加尔湖。

## 場館

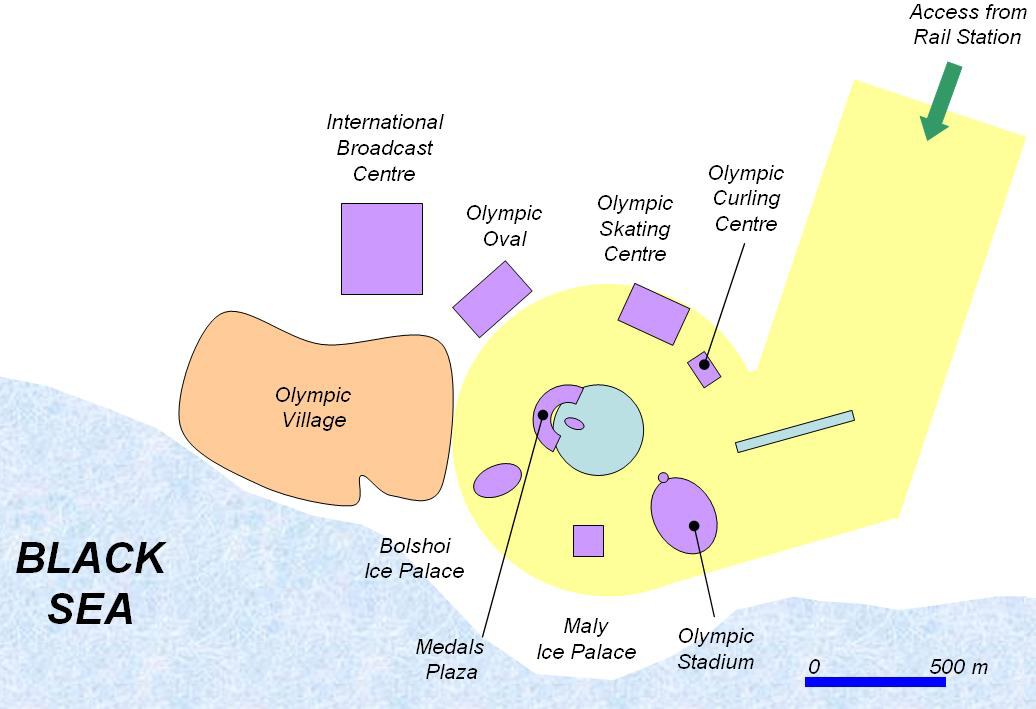
2014年冬季奥林匹克运动会 奥林匹克公园

### 索契奧林匹克公園（沿海场馆群）
索契奧林匹克公園是沿著黑海的Imeretinsky Valley興建的，從俄羅斯和喬治亞的邊界，約4公里（2.5英里）。
| 體育場館             | 競技項目              | 容納人數 | 備註 | 場景   |
| -------------------- | --------------------- | -------- | ---- | ------ |
| 菲什特奧林匹克體育場 | ・開幕式 ・閉幕式     | 40,000人 | 現有 | [ 13 ] |
| 波尔肖冰宫           | ・冰球（決賽）        | 12,000人 | 現有 |        |
| 冰球冰场             | ・冰球                | 7,000人  | 現有 |        |
| 阿德列尔竞技场       | ・速度滑冰            | 8,000人  | 現有 |        |
| 冰山冬季运动宫       | ・花样滑冰 ・短道速滑 | 12,000人 | 現有 |        |
| 冰立方冰壶中心       | ・冰壺                | 3,000人  | 現有 |        |

#### 相關設施
- 海滨奧運村。
- 主媒体中心（包含主新闻中心和国际广播中心）。

### 红林地（山地场馆群）
| 體育場館                   | 競技項目                                     | 容納人數                                    | 備註 | 場景 |
| -------------------------- | -------------------------------------------- | ------------------------------------------- | ---- | ---- |
| 劳拉越野滑雪和冬季两项中心 | ・冬季兩項 ・越野滑雪 ・北歐兩項（越野滑雪） | 7,500人                                     | 現有 |      |
| 玫瑰莊園極限公園           | ・自由式滑雪 ・單板滑雪                      | 4,000人（自由式滑雪）， 6,250人（单板滑雪） | 現有 |      |
| “玫瑰庄园”高山滑雪中心     | ・高山滑雪                                   | 未知                                        | 現有 |      |
| 雪橇运动中心               | ・雪車 ・雪橇 ・鋼架雪車                     | 5,000个                                     | 現有 |      |
| 俄罗斯山坡跳台滑雪中心     | ・跳台滑雪 ・北歐兩項（跳台滑雪）            | 7,500个                                     | 現有 |      |

#### 相關設施
- 山地奥运村（Mountain Olympic Village）。
- 坚毅奥运村（Endurance Olympic Village）。
- 山顶新闻中心（Gorki Press Center）与山地转播中心（Mountain Olympic Village）。

### 奧運會的使用
- 一級方程式賽車賽道。

奧運會後，將興建一座一級方程式賽車街道賽道賽道。於2010年10月14日簽署舉辦俄羅斯大獎賽的協議，於2014年至2020年運行。

## 吉祥物

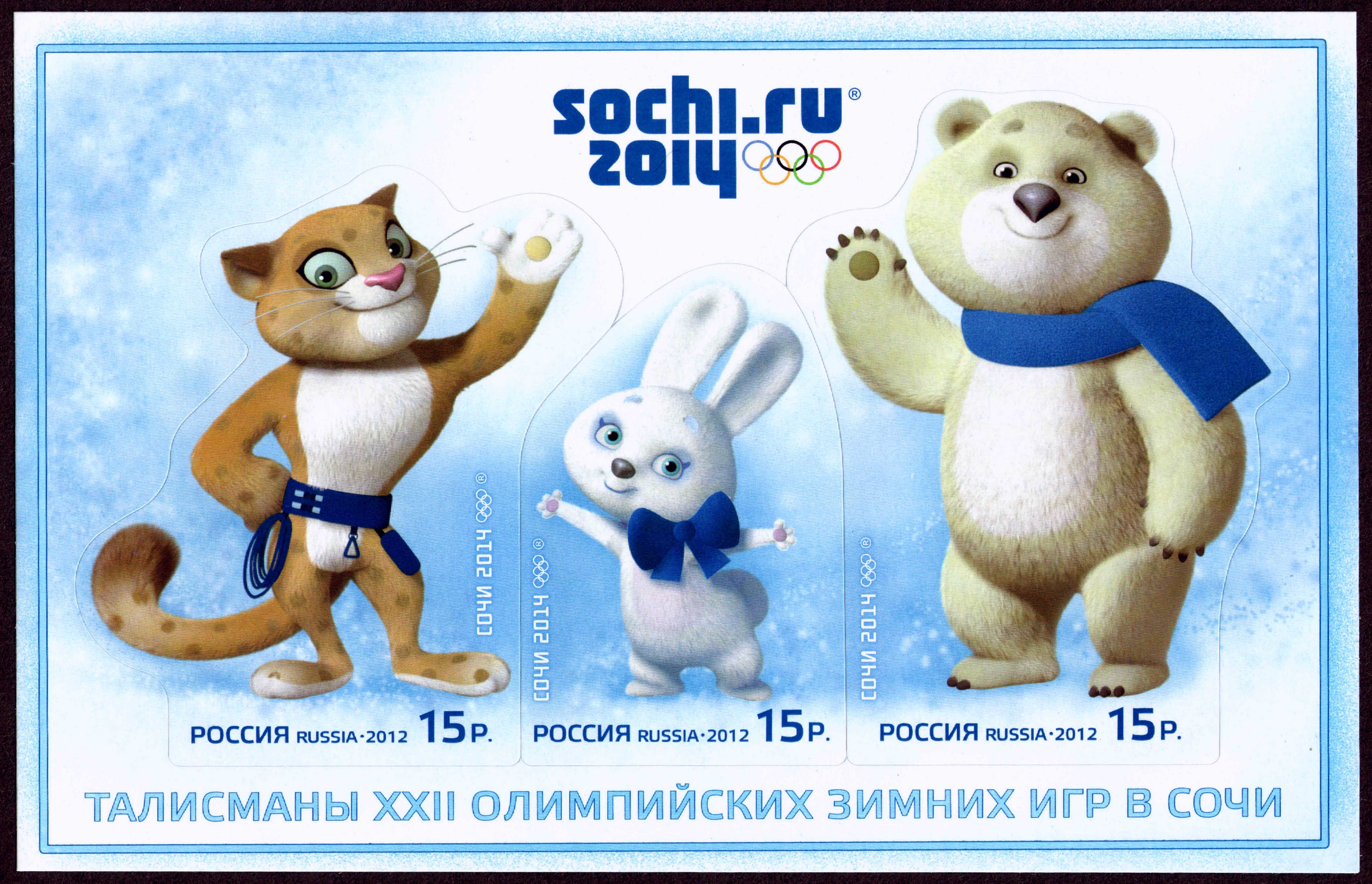

2011年2月26日電視直播節目公佈，以下三個動物為民眾投票的前三名，將成為冬奧會的吉祥物：
- 北極熊
- 歐洲野兔
- 遠東豹

## 參賽國家與地區
有88個國家與地區至少有一名運動員取得參賽資格。多米尼克、馬爾他、巴拉圭、東帝汶、多哥、東加和辛巴威等七個國家都將首次在冬奧亮相。另一方面，儘管南非、波多黎各和阿爾及利亞均有一名運動員取得參賽資格，但這些國家的奧林匹克委員會表示不會參加本屆冬季奧運會。
| \| - 阿尔巴尼亚（2） - 安道尔（6） - 阿根廷（7） - 亚美尼亚（4） - （61） - 奥地利（130） - 阿塞拜疆（5） - 白俄罗斯（24） - 比利时（7） - 百慕大（1） - 波斯尼亚和黑塞哥维那（5） - 巴西（13） - （1） - 保加利亚（18） - 加拿大（220） - 开曼群岛（1） - 智利（6） - 中国（66） - 克罗地亚（11） - 塞浦路斯（2） - 捷克（85） - 丹麦（12） \| - 多米尼克（2） - 爱沙尼亚（24） - 芬兰（103） - 法国（105） - （4） - 德国（153） - 英国（62） - 希腊（7） - 中国香港（1） - 匈牙利（16） - 冰岛（5） - 印度（3） - 伊朗（5） - 爱尔兰（5） - 以色列（5） - 意大利（113） - 牙买加（2） - 日本（113） - （52） - （1） - 韩国（71） - 拉脱维亚（58） \| - 黎巴嫩（2） - 列支敦士登（4） - 立陶宛（9） - 卢森堡（1） - 马其顿（3） - 马耳他（1） - 墨西哥（1） - 摩尔多瓦（4） - 摩纳哥（5） - 蒙古（2） - （2） - 摩洛哥（2） - 尼泊尔（1） - 荷兰（41） - 新西兰（15） - 挪威（134） - 巴基斯坦（1） - 巴拉圭（1） - 秘鲁（3） - 菲律宾（1） - 波兰（59） - 葡萄牙（2） \| - 罗马尼亚（24） - 俄罗斯（225）（東道主） - 圣马力诺（2） - 塞尔维亚（8） - 斯洛伐克（62） - 斯洛文尼亚（66） - 西班牙（20） - 瑞典（106） - 瑞士（168） - 中华台北（3） - （1） - 泰国（2） - 东帝汶（1） - 多哥（2） - （1） - 土耳其（6） - 乌克兰（43） - 美国（230） - （3） - 委内瑞拉（1） - （1） - 津巴布韦（1） \| | | | |
| - 阿尔巴尼亚（2） - 安道尔（6） - 阿根廷（7） - 亚美尼亚（4） - （61） - 奥地利（130） - 阿塞拜疆（5） - 白俄罗斯（24） - 比利时（7） - 百慕大（1） - 波斯尼亚和黑塞哥维那（5） - 巴西（13） - （1） - 保加利亚（18） - 加拿大（220） - 开曼群岛（1） - 智利（6） - 中国（66） - 克罗地亚（11） - 塞浦路斯（2） - 捷克（85） - 丹麦（12） | - 多米尼克（2） - 爱沙尼亚（24） - 芬兰（103） - 法国（105） - （4） - 德国（153） - 英国（62） - 希腊（7） - 中国香港（1） - 匈牙利（16） - 冰岛（5） - 印度（3） - 伊朗（5） - 爱尔兰（5） - 以色列（5） - 意大利（113） - 牙买加（2） - 日本（113） - （52） - （1） - 韩国（71） - 拉脱维亚（58） | - 黎巴嫩（2） - 列支敦士登（4） - 立陶宛（9） - 卢森堡（1） - 马其顿（3） - 马耳他（1） - 墨西哥（1） - 摩尔多瓦（4） - 摩纳哥（5） - 蒙古（2） - （2） - 摩洛哥（2） - 尼泊尔（1） - 荷兰（41） - 新西兰（15） - 挪威（134） - 巴基斯坦（1） - 巴拉圭（1） - 秘鲁（3） - 菲律宾（1） - 波兰（59） - 葡萄牙（2） | - 罗马尼亚（24） - 俄罗斯（225）（東道主） - 圣马力诺（2） - 塞尔维亚（8） - 斯洛伐克（62） - 斯洛文尼亚（66） - 西班牙（20） - 瑞典（106） - 瑞士（168） - 中华台北（3） - （1） - 泰国（2） - 东帝汶（1） - 多哥（2） - （1） - 土耳其（6） - 乌克兰（43） - 美国（230） - （3） - 委内瑞拉（1） - （1） - 津巴布韦（1） |

| - 阿尔巴尼亚（2） - 安道尔（6） - 阿根廷（7） - 亚美尼亚（4） - （61） - 奥地利（130） - 阿塞拜疆（5） - 白俄罗斯（24） - 比利时（7） - 百慕大（1） - 波斯尼亚和黑塞哥维那（5） - 巴西（13） - （1） - 保加利亚（18） - 加拿大（220） - 开曼群岛（1） - 智利（6） - 中国（66） - 克罗地亚（11） - 塞浦路斯（2） - 捷克（85） - 丹麦（12） | - 多米尼克（2） - 爱沙尼亚（24） - 芬兰（103） - 法国（105） - （4） - 德国（153） - 英国（62） - 希腊（7） - 中国香港（1） - 匈牙利（16） - 冰岛（5） - 印度（3） - 伊朗（5） - 爱尔兰（5） - 以色列（5） - 意大利（113） - 牙买加（2） - 日本（113） - （52） - （1） - 韩国（71） - 拉脱维亚（58） | - 黎巴嫩（2） - 列支敦士登（4） - 立陶宛（9） - 卢森堡（1） - 马其顿（3） - 马耳他（1） - 墨西哥（1） - 摩尔多瓦（4） - 摩纳哥（5） - 蒙古（2） - （2） - 摩洛哥（2） - 尼泊尔（1） - 荷兰（41） - 新西兰（15） - 挪威（134） - 巴基斯坦（1） - 巴拉圭（1） - 秘鲁（3） - 菲律宾（1） - 波兰（59） - 葡萄牙（2） | - 罗马尼亚（24） - 俄罗斯（225）（東道主） - 圣马力诺（2） - 塞尔维亚（8） - 斯洛伐克（62） - 斯洛文尼亚（66） - 西班牙（20） - 瑞典（106） - 瑞士（168） - 中华台北（3） - （1） - 泰国（2） - 东帝汶（1） - 多哥（2） - （1） - 土耳其（6） - 乌克兰（43） - 美国（230） - （3） - 委内瑞拉（1） - （1） - 津巴布韦（1） |

| 2010年參賽，2014年未參賽的國家                                     | 2010年未參賽，2014年參賽的國家                                                            |
| ------------------------------------------------------------------ | ----------------------------------------------------------------------------------------- |
| 阿尔及利亚 · 哥伦比亚 · 埃塞俄比亚 · 印度 · 朝鲜 · 塞内加尔 · 南非 | 多米尼克 · 卢森堡 · 马耳他 · 巴拉圭 · 菲律宾 · 泰国 · 东帝汶 · 多哥 · 委内瑞拉 · 津巴布韦 |

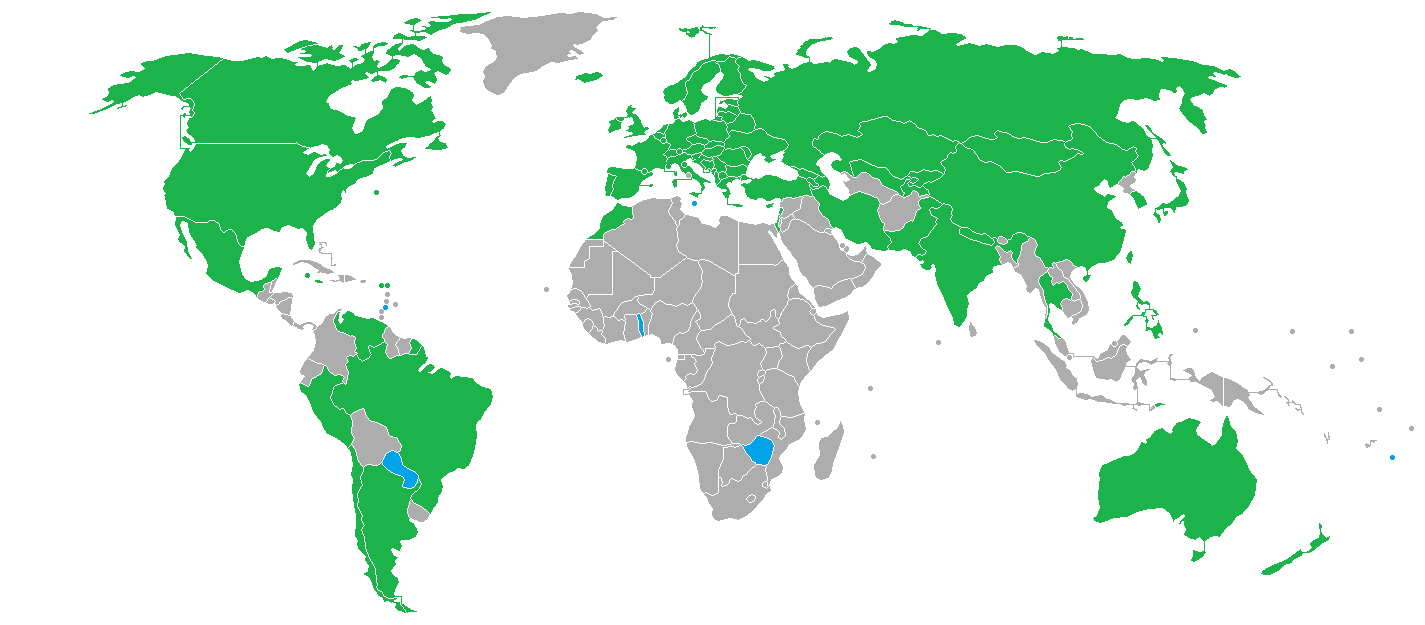
曾参加过冬季奥运会且本次参赛的国家和地区
首次参加冬季奥运会的国家和地区
运动员以个人奥林匹克参赛者身份参加的国家和地区

- 印度的運動員於將使用奧會會旗參賽，因為2012年12月印度奧委會因為選舉的問題被暫停會籍。[26]后来印度奥委会被恢复，并被允许参赛。

## 開幕及閉幕禮

### 開幕禮

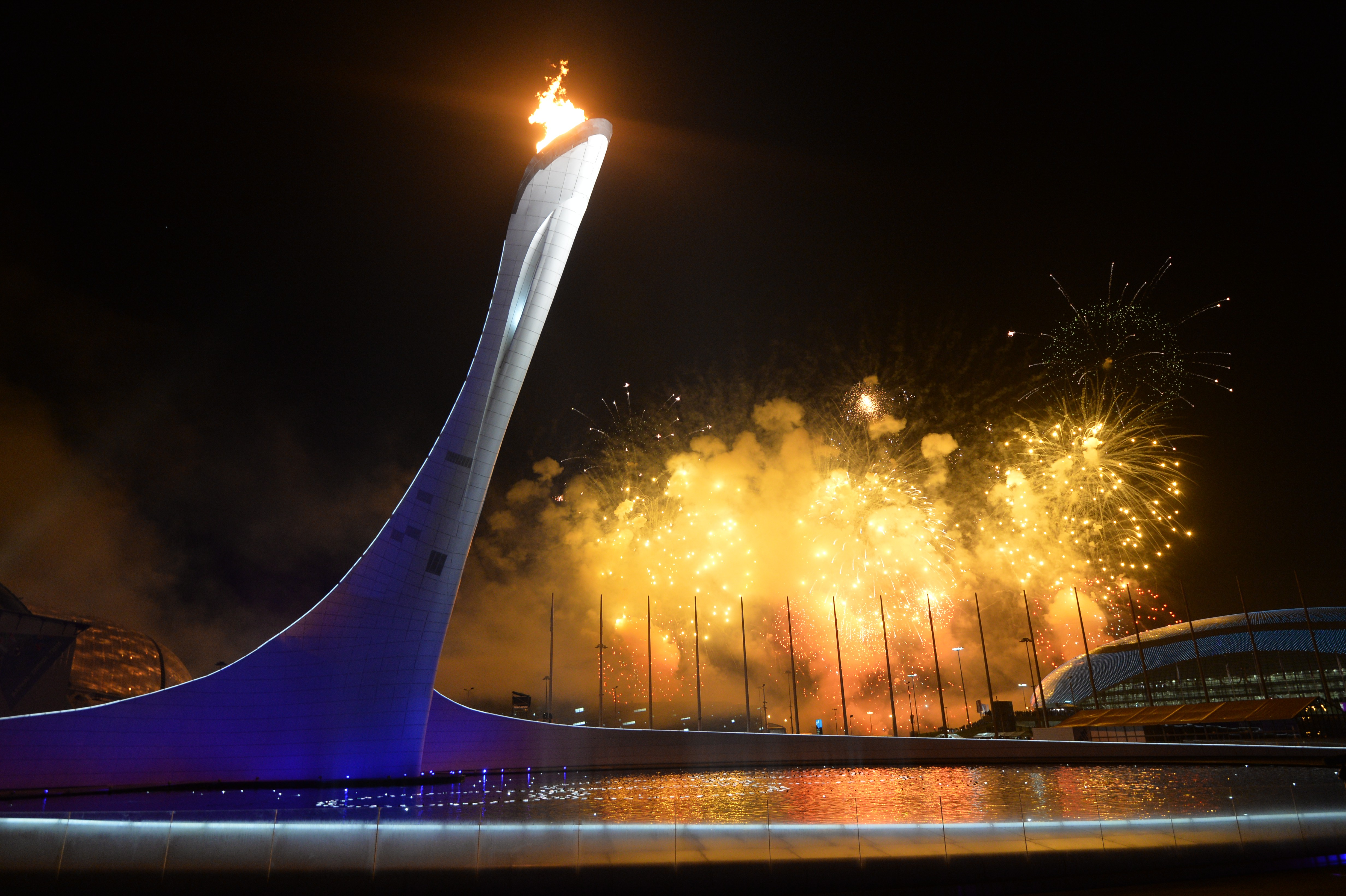
随着奥运主火炬的点燃, 烟花照耀在菲什特奧林匹克體育場。

本屆冬季奥林匹克運動會開幕禮已於當地時間2014年2月7日於菲什特奧林匹克體育場舉行。來自藝術團體3000多人在開幕式上參加了舞蹈，芭蕾，雜技和馬戲的表演，體育場内有40,000觀眾在觀看開幕禮。
花樣滑冰運動員伊琳娜·羅德尼娜和冰上曲棍球選手弗拉季·特列季亞克點燃火炬。

### 閉幕禮
闭幕式于索契时间2014年2月23日20:14到22:25之间在菲什特奥林匹克体育场举行，以欧洲大陆的视角展现俄罗斯文化，尤里·巴什梅特、瓦列里·杰基耶夫、丹尼斯·马祖耶夫、格兹玛娃、塔蒂亚娜·姗姆等众多俄罗斯明星现场表演。
闭幕式开始时有意模仿开幕式时的意外：雪花慢慢张开组成奥运五环，但是其中一朵雪花没有打开的情形。但是表演的最后一刻，那一环被打开。约22点10分，三个奥运吉祥物进场。随后圣火熄灭。閉幕式上，五环旗從移交到2018年冬季奧林匹克運動會舉辦城市平昌。

## 比賽項目
本屆冬奧賽事共有7個運動15大項98小項。三個滑冰項目包括花式滑冰、競速滑冰和短道競速滑冰。六個滑雪項目包括高山滑雪、越野滑雪、自由式滑雪、北歐混合式滑雪、跳台滑雪和單板滑雪。兩個雪車項目雪車和鋼架雪車。其他四個項目是冬季兩項、冰壺、冰球和雪橇。總共有12個新項目登場，使本屆賽會是歷年來最大。

| - 高山滑雪 - 冬季兩項 - 雪車 - 越野滑雪 - 冰壺 | - 花式滑冰 - 自由式滑雪 - 冰球 - 雪橇 - 北歐混合式滑雪 | - 短道競速滑冰 - 鋼架雪車 - 跳台滑雪 - 單板滑雪 - 競速滑冰 |

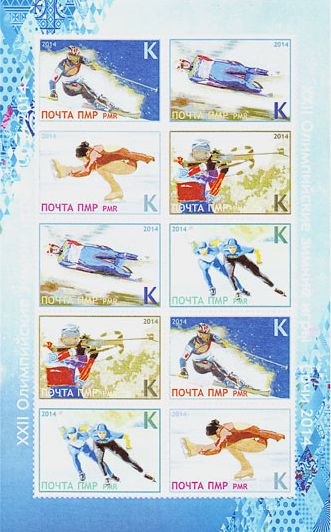
聶斯特河沿岸的郵票

2011年4月6日，國際奧會接受了一些國際運動總會提交的項目，被考慮納入奧運正式項目。這些項目包括：
- 花式滑冰團體項目
- 女子跳台滑雪
- 混合接力冬季兩項
- 半管滑雪
- 團體接力雪橇

2006年11月28日，國際奧會執行委員會宣布決定不會將下列體育項目列入審查。
- 登山滑雪[33]
- 滑雪定向[34]
- 冬季鐵人三項[32]

## 獎牌榜
*   主办国家/地区（俄罗斯）
| 排名                      | 国家 / 地区               | 金牌 | 銀牌 | 銅牌 | 总计 |
| ------------------------- | ------------------------- | ---- | ---- | ---- | ---- |
| 1                         | 挪威（NOR）               | 11   | 6    | 9    | 26   |
| 2                         | 俄罗斯（RUS）*‡           | 10   | 10   | 9    | 29   |
| 3                         | 加拿大（CAN）             | 10   | 10   | 5    | 25   |
| 4                         | 美国（USA）‡              | 9    | 9    | 10   | 28   |
| 5                         | 荷兰（NED）               | 8    | 7    | 9    | 24   |
| 6                         | 德国（GER）               | 8    | 6    | 5    | 19   |
| 7                         | 瑞士（SUI）‡              | 7    | 2    | 2    | 11   |
| 8                         | 白俄罗斯（BLR）           | 5    | 0    | 1    | 6    |
| 9                         | 奥地利（AUT）             | 4    | 8    | 5    | 17   |
| 10                        | 法国（FRA）               | 4    | 4    | 7    | 15   |
| 11–26                     | 查看剩余部分              | 22   | 35   | 36   | 93   |
| 总计（共26个国家 / 地区） | 总计（共26个国家 / 地区） | 98   | 97   | 98   | 293  |

- 注1：此届奥运会的主办国以浅紫背景色衬托；金、银、铜及总数各栏下获得奖牌枚数最高者以粗体标出。
- 注2：本表内容依照第22届冬季奥运会官方网站发布的奖牌榜（页面存档备份，存于）编写。
- 注3：在高山滑雪女子速降賽中，共頒發了兩面金牌和一面銅牌，且沒有銀牌。
- 注4：在高山滑雪男子超大麴道賽中，因第三、四名同秒數，多頒發了一面銅牌。
- 注5：2016年7月18日，公布一份報告顯示俄羅斯政府支持俄羅斯運動員在本屆冬季奧運使用禁藥。[35]2016年12月9日，世界反禁藥組織公布了一份報告 [36]擴大了7月18日所言並說明 「兩個俄羅斯運動員共獲得4個索契冬季奧運金牌，和一個女性銀牌獲得者樣本鹽分的含量是生理上不可能的」以及「12名（俄羅斯）獲得獎牌的運動員...從44個檢查樣品在他們的B瓶樣品的瓶蓋的內側有劃痕和標記，表明樣本遭到竄改」。若因此宣布將追回獎牌時，本獎牌榜將會更新。

## 賽程表
以下赛程表中，每个蓝色方格表示当天该项目有一场或多场非决赛（如资格赛）；黄色方格表示当天该项目有一场或多场决赛，其中的数字为产生金牌的数目。
所有日期以莫斯科时间（UTC+4）为准
| 开幕 | 开幕式 | ● | 比赛 | 1 | 决赛 | 表演 | 表演赛 | 闭幕 | 闭幕式 |

| 2月        | 2月        | 6日 周四 | 7日 周五 | 8日 周六 | 9日 周日 | 10日 周一 | 11日 周二 | 12日 周三 | 13日 周四 | 14日 周五 | 15日 周六 | 16日 周日 | 17日 周一 | 18日 周二 | 19日 周三 | 20日 周四 | 21日 周五 | 22日 周六 | 23日 周日 | 金牌 总数 |
| ---------- | ---------- | -------- | -------- | -------- | -------- | --------- | --------- | --------- | --------- | --------- | --------- | --------- | --------- | --------- | --------- | --------- | --------- | --------- | --------- | --------- |
| 仪式       | 仪式       |          | 开幕     |          |          |           |           |           |           |           |           |           |           |           |           |           |           |           | 闭幕      |           |
| 高山滑雪   | 高山滑雪   |          |          |          | 1        | 1         |           | 1         |           | 1         | 1         | 1         |           | 1         | 1         |           | 1         | 1         |           | 10        |
| 冬季两项   | 冬季两项   |          |          | 1        | 1        | 1         | 1         |           | 1         | 1         |           | 1         | 1         |           | 1         |           | 1         | 1         |           | 11        |
| 雪車       | 雪車       |          |          |          |          |           |           |           |           |           |           | ●         | 1         | ●         | 1         |           |           | ●         | 1         | 3         |
| 越野滑雪   | 越野滑雪   |          |          | 1        | 1        |           | 2         |           | 1         | 1         | 1         | 1         |           |           | 2         |           |           | 1         | 1         | 12        |
| 冰壶       | 冰壶       |          |          |          |          | ●         | ●         | ●         | ●         | ●         | ●         | ●         | ●         | ●         | ●         | 1         | 1         |           |           | 2         |
|            |            | ●        |          | ●        | 1        |           | ●         | 1         | ●         | 1         |           | ●         | 1         |           | ●         | 1         |           | 表演      |           | 5         |
| 自由式滑雪 | 自由式滑雪 | ●        |          | 1        |          | 1         | 1         |           | 1         | 1         |           |           | 1         | 1         |           | 2         | 1         |           |           | 10        |
| 冰球       | 冰球       |          |          | ●        | ●        | ●         | ●         | ●         | ●         | ●         | ●         | ●         | ●         | ●         | ●         | 1         | ●         | ●         | 1         | 2         |
| 雪橇       | 雪橇       |          |          | ●        | 1        | ●         | 1         | 1         | 1         |           |           |           |           |           |           |           |           |           |           | 4         |
|            |            |          |          |          |          |           |           | 1         |           |           |           |           |           | 1         |           | 1         |           |           |           | 3         |
| 短道速滑   | 短道速滑   |          |          |          |          | 1         |           |           | 1         |           | 2         |           |           | 1         |           |           | 3         |           |           | 8         |
| 鋼架雪車   | 鋼架雪車   |          |          |          |          |           |           |           | ●         | 1         | 1         |           |           |           |           |           |           |           |           | 2         |
| 跳台滑雪   | 跳台滑雪   |          |          | ●        | 1        |           | 1         |           |           | ●         | 1         |           | 1         |           |           |           |           |           |           | 4         |
| 单板滑雪   | 单板滑雪   | ●        |          | 1        | 1        |           | 1         | 1         |           |           |           | 1         | 1         |           | 2         |           |           | 2         |           | 10        |
|            |            |          |          | 1        | 1        | 1         | 1         | 1         | 1         |           | 1         | 1         |           | 1         | 1         |           | ●         | 2         |           | 12        |
| 金牌总数   | 金牌总数   |          |          | 5        | 8        | 5         | 8         | 6         | 6         | 6         | 7         | 5         | 6         | 5         | 8         | 6         | 7         | 7         | 3         | 98        |
| 累计总数   | 累计总数   |          |          | 5        | 13       | 18        | 26        | 32        | 38        | 44        | 51        | 56        | 62        | 67        | 75        | 81        | 88        | 95        | 98        |           |
| 2月        | 2月        | 6日 周四 | 7日 周五 | 8日 周六 | 9日 周日 | 10日 周一 | 11日 周二 | 12日 周三 | 13日 周四 | 14日 周五 | 15日 周六 | 16日 周日 | 17日 周一 | 18日 周二 | 19日 周三 | 20日 周四 | 21日 周五 | 22日 周六 | 23日 周日 | 金牌 总数 |

## 轉播權
^1 －在阿富汗、汶萊、柬埔寨、台灣、東帝汶、香港、印尼、伊朗、寮國、馬來西亞、蒙古、緬甸、巴布亚新几内亚、菲律賓、新加坡、泰國和越南；轉售給當地廣播電視台。
^2 －ATV只會播出開幕式和閉幕式。
^3 －在每個國家或地區的權利，會被賣給當地廣播電視台。
^4 －只有重點節目。
^5 －包括阿根廷、玻利維亞、智利、哥倫比亞、哥斯達黎加、多米尼加共和國、厄瓜多爾、薩爾瓦多、危地馬拉、洪都拉斯、墨西哥、尼加拉瓜、巴拿馬、巴拉圭、秘魯、烏拉圭和委內瑞拉，不包括巴西。
^6 －包括库克群岛、斐济、基里巴斯、马绍尔群岛、密克罗尼西亚联邦、瑙鲁、纽埃、帕劳、萨摩亚、所罗门群岛、汤加、图瓦卢和瓦努阿图。

## 贊助商

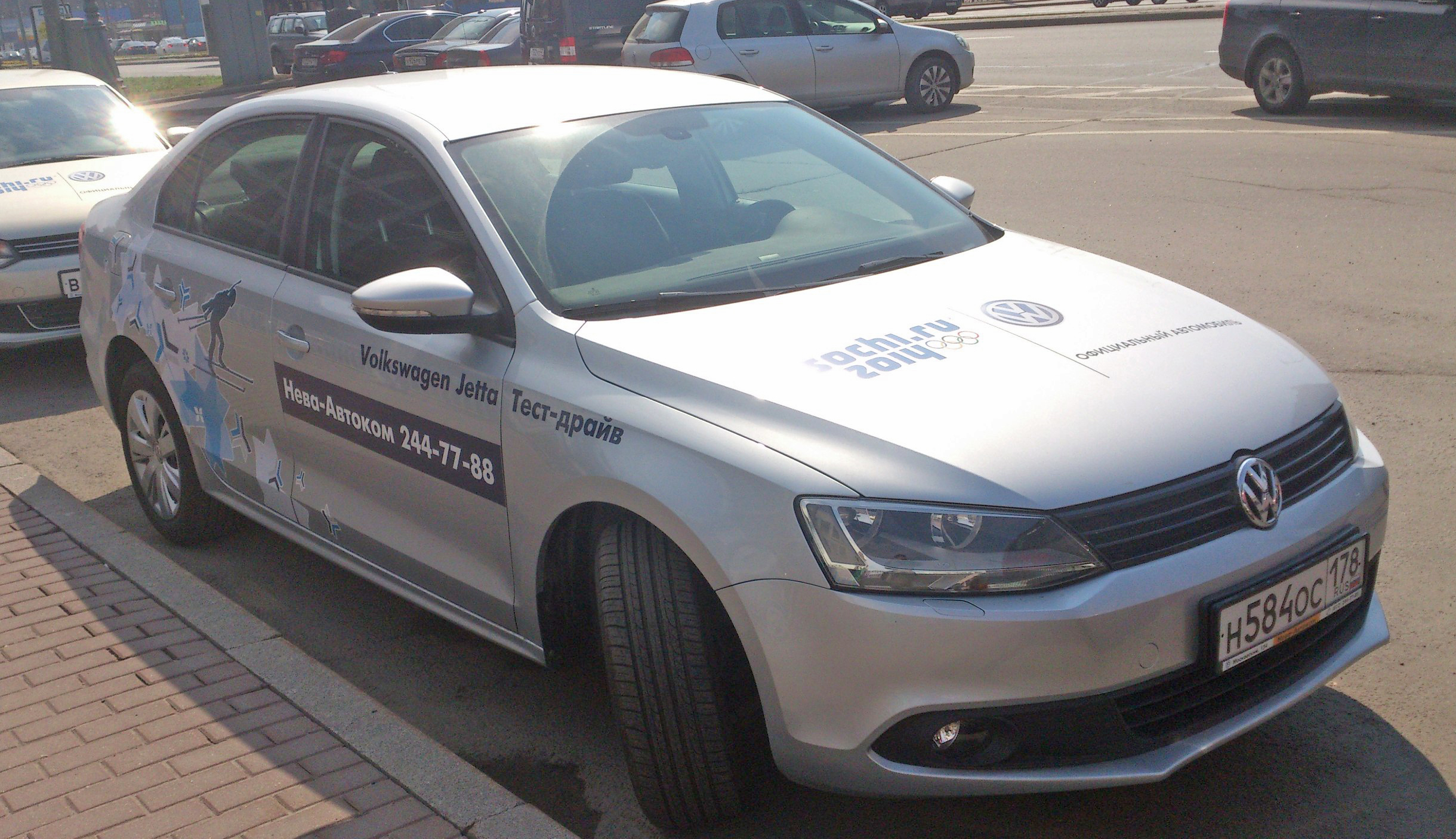
服务于冬奥会的大众捷达

以下為奧林匹克全球合作夥伴：
- Atos
- 可口可樂公司
- 陶氏化學
- 通用电气集团
- 麥當勞
- 歐米茄錶公司
- 松下电器
- 宝洁公司
- 三星集團
- VISA

以下為2014索契冬奧國家合作夥伴：
- 俄羅斯航空
- Bosco
- MegaFon
- Rosneft
- Rostelecom
- 俄羅斯鐵路
- 俄羅斯聯邦儲蓄銀行
- 福斯集團（俄罗斯）

## 争议
俄羅斯違反奧林匹克休戰協定干涉了2014年克里米亞危機，主辦國俄羅斯的禁藥醜聞更是使體壇蒙上陰影。